# Епічний цикл
Епічний цикл (грец. Επικός Κύκλος), або Троянський цикл — колекція давньогрецьких епічних поем, що пов'язані з історією троянської війни. Вона включає поеми Кіпрії, Ефіопіда, Мала Іліада, Зруйнування Трої, Ности («Повернення») та Телегонія. Дослідники іноді включають до епічного циклу дві поеми Гомера, Іліаду та Одіссею, але частіше термін вживається саме для того, щоб розрізнити не-гомерівські поеми від гомерівських.
За винятком Одіссеї та Іліади, поеми циклу дійшли до нас лише у фрагментах та переказах. Найбільш повно вони викладені у Хрестоматії деякого Прокла (не плутати з філософом Проклом Діадохом). Всі поеми були складені дактилічним гекзаметром. Поети, що склали поеми епічного циклу називались кікліками, а їх поеми кіклічними.

## Поеми епічного циклу
Про події, що передували описуваним в «Іліаді», розповідала кіпрська поема «Кіпрії». Тут розповідалося про рішення Паріса, викрадення Єлени, зборах грецьких вождів в Авліді, про бурю, яка вбила перші вислані кораблі, і т. д. «Ефіопіда» прямо примикала до останнього вірша «Іліади» і оповідала про зіткнення Ахілла з амазонкою Пентесілеєю, про вбивство Терсіта Ахіллом, про загибель самого Ахілла. Автором цієї поеми вважався Арктін, син Тілеса. Йому ж приписується і поема про «Зруйнування Іліона», яка викладала відому з Вергілієвої «Енеїди» історію дерев'яного коня, Лаокоона і Сінона, взяття і розграбування Трої та інші події. Їй передувала в епічному циклі «Мала Іліада» Лесха, в якій викладалися сварка Аякса з Одіссеєм через зброю Ахілла, смерть Паріса від стріли Філоктета, поява свіжих сил на боці ахейців і троянців і так далі, до прийняття в місті дерев'яного коня. За вказівкою Аристотеля, «Мала Іліада» дала сюжет не менше 8 трагедій, «Іліада» Гомера тільки однієї чи двох. Поема про «повернення», тобто «Одіссея» розповідала про долю ахейців, що повернулися з походу. Найпізніша і найслабша з кіклічних поем — «Телегонія» Евгаммона Кіренського, яка оповідала про смерть Одіссея, про одруження Телемаха на Цирцеї.